# Nhị Khê
Nhị Khê là một xã thuộc huyện Thường Tín, thành phố Hà Nội, Việt Nam.

## Địa lý
Xã Nhị Khê nằm ở phía bắc huyện Thường Tín, có diện tích: 2,81 km². Theo Tổng điều tra dân số năm 1999, xã Nhị Khê có dân số 5.582 người.
Địa giới hành chính: 
- Phía bắc giáp các xã Ngọc Hồi và xã Liên Ninh, đều thuộc huyện Thanh Trì
- Phía đông giáp xã Liên Ninh, huyện Thanh Trì và xã Duyên Thái
- Phía nam giáp các xã Văn Bình và Hòa Bình
- Phía tây giáp xã Đại Áng, huyện Thanh Trì và xã Khánh Hà.

Đầu thế kỷ 19, làng Nhị Khê là một xã thời xưa thuộc tổng Cổ Hiền huyện Thượng Phúc phủ Thường Tín trấn Sơn Nam Thượng.

## Hành chính
Xã Nhị Khê gồm các thôn: Nhị Khê, Trung Thôn, Văn Xá, Thượng Đình và khu dân cư phố Quán Gánh.

## Danh nhân
- Nơi đây là vùng đất có truyền thống lịch sử văn hoá, đã sinh ra vị anh hùng dân tộc danh nhân văn hoá thế giới: Nguyễn Trãi
- Ngoài ra, còn là quê hương của các trí thức yêu nước có công lớn trong truyền bá quốc ngữ và tư tưởng "tự cường dân tộc "như Lương Văn Can, Lương Ngọc Quyến...

## Giao thông
Các tuyến, hệ thống giao thông quan trọng ở xã Nhị Khê:
- Quốc lộ 1 cũ
- Đường sắt Bắc - Nam
- Hệ thống xe buýt: 6A, 6B, 6C, 6D, 6E, 62, 94, 101A, 101B, 206, 209...

## Di tích
Khu di tích Nguyễn Trãi gồm nhà thờ, mộ tổ họ Nguyễn, bia văn chỉ, Ao Huê, Trại Ổi... ở thôn Nhị Khê tức làng Dũi đã được xếp hạng là di tích cấp quốc gia từ năm 1964.

## Kinh tế
Nhị Khê cũng như các xã khác của huyện Thường Tín nói chung thì ngoài sản xuất nông nghiệp thì lại có thêm những nghề phụ khác nhau. Đối với xã Nhị Khê thì nghề tiện rất nổi tiếng. Các nguyên, vật liệu tiện ngoài gỗ còn có cả đá, vật liệu cứng... Các sản phẩm tiện gồm có đồ dùng gia đình, sinh hoạt, nội thất trang trí, trang sức... Nghề tiện phát triển mạnh ở các thôn phía tây xã như Nhị Khê, Trung Thôn, Văn Xá. Ngoài ra ở xã còn có nghề làm bánh giày và thêm một số loại bánh khác ở khu vực gần Quán Gánh, Thượng Đình. Các ngành nghề nhóm dịch vụ cũng bắt đầu phát triển ở khu vực ven Quốc lộ 1 cũ (Quán Gánh). Cũng do vị trí giao thông thuận lợi, làng nghề, nghề phụ mà kinh tế cá thể của các hộ ở xã Nhị Khê có phần nhỉnh hơn mặt bằng chung ở các xã thuộc đồng bằng sông Hồng.

## Đặc sản
- Bánh dày Quán Gánh